# Saint-Esprit (1765)
Pour les articles homonymes, voir Saint-Esprit (homonymie).
Le Saint-Esprit est un navire de guerre français en service de 1765 à 1795. C'est un vaisseau de ligne de deuxième rang portant 80 canons sur deux ponts construit à Brest. Il est lancé dans la période de sursaut patriotique qui suit les défaites de la guerre de Sept Ans. Il sert au combat pendant la guerre d'Indépendance américaine dans les eaux européennes, dans les Antilles et sur les côtes américaines. Rebaptisé le Scipion en 1794, alors que la France est de nouveau en guerre contre l'Angleterre, il participe à la bataille de Prairial. Il est perdu par naufrage l'année suivante, lors de la campagne du Grand Hiver.

## Le contexte des années 1760

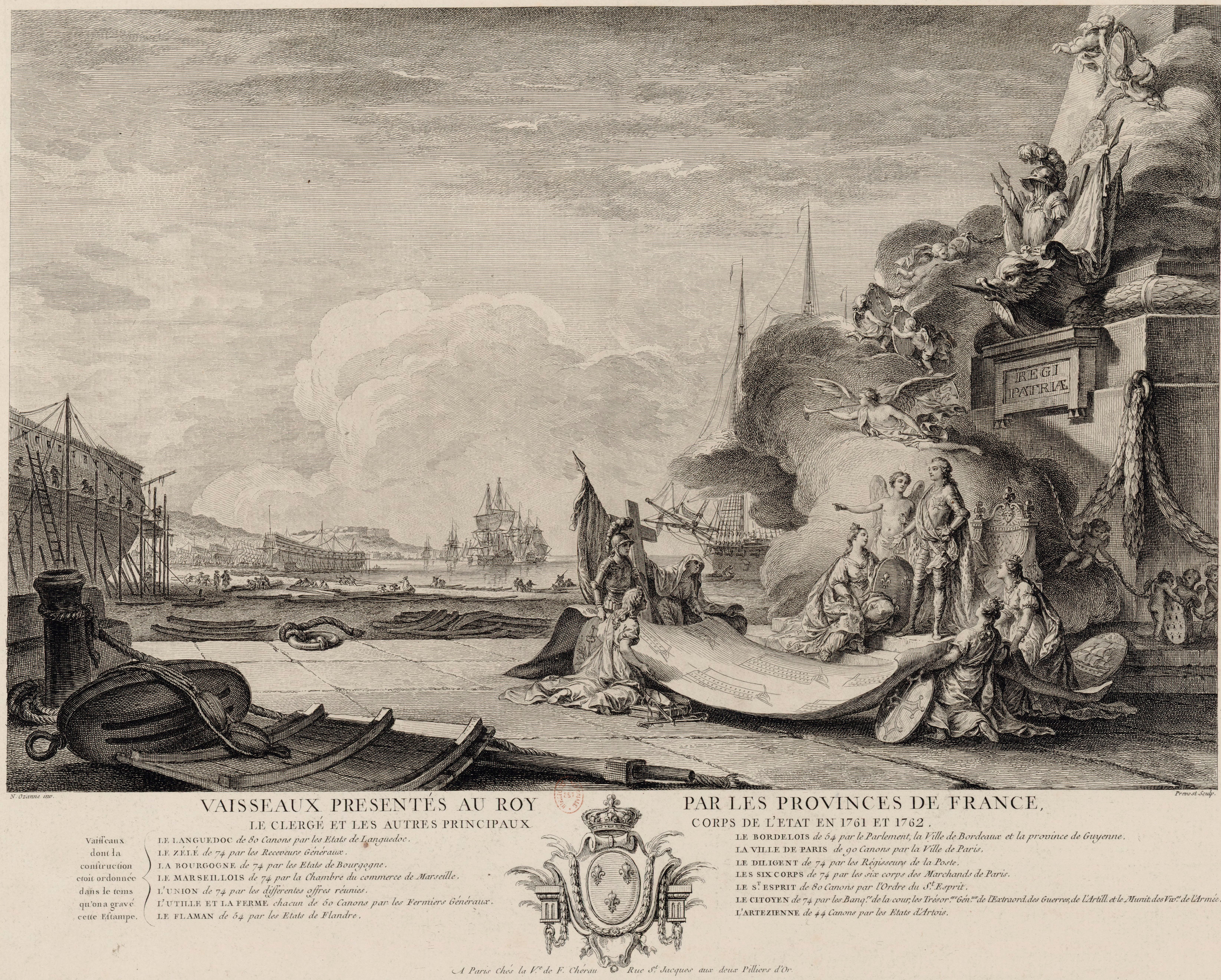
Gravure allégorique de 1762 présentant à Louis XV le don des vaisseaux. Le Saint-Esprit en fait partie.

La guerre de Sept Ans (1755-1763) est catastrophique pour la Marine royale française. Elle ne parvient pas à préserver l’Empire colonial des attaques de la Royal Navy et essuie des lourdes défaites aux batailles de Lagos et des Cardinaux en 1759. Le conflit lui coûte plus de trente vaisseaux de ligne et l’argent manque pour combler les pertes avec des constructions neuves. 
Cependant, le duc de Choiseul, Secrétaire d’État à la Marine à partir de 1761, s'appuie sur le sursaut patriotique des Français et leur volonté de revanche pour faire appel à leurs dons afin de construire des navires neufs. Les grandes villes, les provinces et les corps constitués se mobilisent et offrent dix-sept vaisseaux et une frégate à la Marine du roi. Les lancements vont s’étirer sur cinq ans. Ce « don des vaisseaux » représente une année de budget de la Marine et comble une partie des pertes du conflit. 
L’ordre du Saint-Esprit fournit une somme telle qu'un vaisseau déjà en construction est baptisé du nom de l'Ordre le 20 janvier 1762. Le Saint-Esprit est construit à l’arsenal de Brest de 1762 à 1766 sur les plans de Joseph-Louis Ollivier. Solide et bon marcheur, le bâtiment est considéré comme très réussi. Deux autres vaisseaux seront construits juste après selon les mêmes plans : le Languedoc à Toulon en 1764-1765 et la Couronne à Brest en 1765-1768. Il s'agit de puissantes unités, destinées à remplacer deux des quatre vaisseaux de 80 canons perdus lors du conflit (les deux autres navires étant relevés par des trois-ponts de 90 et 110 canons).

## Les caractéristiques générales du vaisseau
Construit sur le modèle de ce qui a été mis au point dans les années 1740 par les ingénieurs français pour obtenir un bon rapport coût/manœuvrabilité/armement afin de pouvoir tenir tête à la marine anglaise qui dispose de beaucoup plus de navires, c’est le septième exemplaire de ce type. Bénéficiant de l’expérience acquise, il est cependant plus grand que ses prédécesseurs. Sa coque a 15 pieds de long de plus que le premier exemplaire de la série (le Tonnant) et dépasse de presque un pied celle du Soleil Royal qui était un vaisseau-amiral (lancé en 1749) . Il est surtout mieux armé : reprenant l’exemple de ce défunt navire, il embarque sur sa deuxième batterie des pièces de 24 livres au lieu du traditionnel 18 livres, calibre qui va se généraliser sur tous les 80 canons construits par la suite. 
La coque du Saint-Esprit est en chêne, bois lourd et très résistant. Près de 3 000 chênes vieux de 80 à 100 ans ont été nécessaires à sa construction. Le gréement, (mâts et vergues) est en pin, bois plus léger et souple. De 30 à 35 pins ont été assemblés pour former la mâture. Les affûts des canons et des pompes sont en orme, les sculptures de la proue et de la poupe sont en tilleul et en peuplier, les poulies sont en gaïac. Les menuiseries intérieures sont en noyer. Les cordages (plus de 80 tonnes) et les voiles (à peu près 3 000 m2) sont en chanvre. 
Prévu pour pouvoir opérer pendant des semaines très loin de ses bases européennes s’il le faut, ses capacités de transport sont considérables. Il emporte pour trois mois de consommation d’eau, complétée par six mois de vin et d’eau douce . S’y ajoute pour cinq à six mois de vivres, soit plusieurs dizaines de tonnes de biscuits, farine, légumes secs et frais, viande et poisson salé, fromage, huile, vinaigre, sel, sans compter du bétail sur pied qui sera abattu au fur et à mesure de la campagne.
Les canons sont en fonte de fer. Cet armement se répartit de la façon suivante : 
- le premier pont, percé à 15 sabords porte trente canons de 36 livres ;
- le second, percé à 16 sabords porte trente-deux pièces de 24 livres ;
- les gaillards avant et arrière se répartissent dix-huit pièces de 8 livres.

Lorsque le vaisseau tire, le poids de la bordée est de 1 068 livres (à peu près de 523 kg) et le double s'il fait feu simultanément sur les deux bords. En moyenne, chaque canon dispose de 50 à 60 boulets. Il y a aussi plusieurs tonnes de mitraille et de boulets ramés. Le vaisseau embarque plus de 20 tonnes de poudre noire, stockée sous forme de gargousses ou en vrac dans les cales.

## La carrière du vaisseau

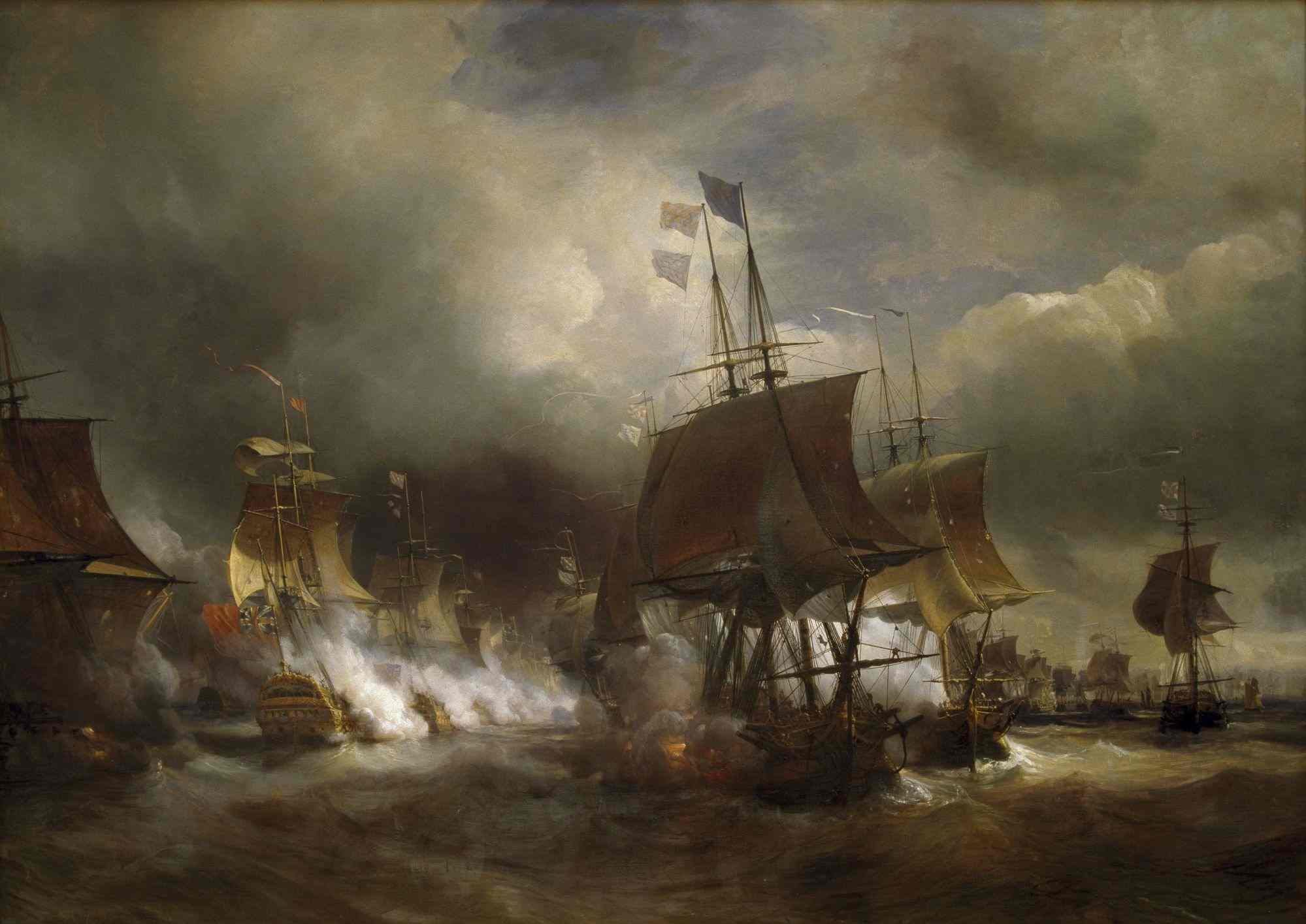
La bataille d’Ouessant, le 27 juillet 1778, premier combat du Saint-Esprit.

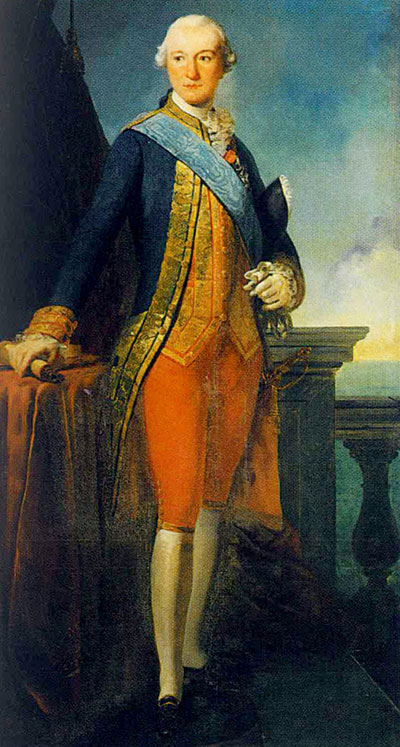
Le duc de Chartres commande l'arrière-garde sur le Saint-Esprit à la bataille d'Ouessant, mais rate la manœuvre qui lui est ordonnée.

### Guerre d'Amérique

#### Dans les eaux européennes
En 1778, la guerre reprend entre la France et l’Angleterre. Le Saint-Esprit appareille de Brest le 8 juillet pour sa première mission. Il fait partie de l’escadre de trente-deux vaisseaux placés sous les ordres du lieutenant-général des armées navales d’Orvillier qui doit opérer à l’entrée de la Manche. Le Saint-Esprit commande les onze vaisseaux de l’escadre bleue, c'est-à-dire l’arrière-garde. Il est monté par le duc de Chartres avec le grade de Lieutenant général. Agé seulement de 31 ans, il doit la rapidité de son avancement à sa naissance car il est de sang royal. Sur la dunette, il porte fièrement le cordon bleu de chevalier de l’ordre du Saint-Esprit. Le sachant insuffisamment expérimenté, le ministère lui a adjoint comme mentor le chef d’escadre La Motte Picquet.
Le 27 juillet, vers 11h00, la bataille s’engage au large d’Ouessant avec les forces d’Augustus Keppel. À la suite des manœuvres précédant le combat, les Français ont pris l’avantage du vent, mais sont positionnés en ordre renversé : le Saint-Esprit se retrouve donc à l’avant-garde, en sixième position sur la ligne. La canonnade est très violente et dure trois heures. Les Anglais souffrent beaucoup. Vers 14h00, d’Orvillier fait signal au Saint-Esprit de virer de bord avec l’escadre bleue pour envelopper l’arrière-garde ennemie. Mais le mouvement est mal compris et lentement exécuté, laissant échapper l’occasion de capturer ou détruire cinq vaisseaux ennemis. Le combat se termine finalement dans la nuit avec la fuite de l’escadre anglaise. C’est la victoire, mais dans les jours qui suivent, une sévère polémique touche le duc de Chartres accusé de poltronnerie. Déconsidéré malgré ses justifications et le témoignage de La Motte Picquet, il ne recevra plus aucun commandement à la mer.
Le Saint-Esprit, qui souffre de quelques avaries dues au combat, rentre à Brest avec le reste de la flotte le 29 juillet. Ses navires réparés, d’Orvilliers reprend la mer le 17 août avec vingt-huit vaisseaux pour croiser à l’entrée de la Manche, mais la flotte anglaise refuse tout nouveau combat et les vents ne sont pas favorables. Elle est de retour le 18 septembre, mais le Saint-Esprit reprend la mer avec deux autres vaisseaux. Sous les ordres de La Motte Picquet, il patrouille sur les côtes anglaises pendant un mois, fait dix prises commerciales et rentre à Brest le 25 novembre, clôturant ainsi la campagne navale de 1778.
En mai 1779, le Saint-Esprit passe sous le commandement du chef d’escadre Ternay d’Arsac. Il reprend sa place comme navire-amiral de l’arrière-garde (escadre bleue à croix blanche) dans l’armée navale de d’Orvillier (trente vaisseaux, dix frégates) qui appareille de Brest le 3 juin pour aller faire sa jonction avec la flotte espagnole en vue d’une opération combinée franco-espagnole dans la Manche. Mais la flotte espagnole, très lente, met beaucoup de temps à sortir de ses ports, obligeant les Français à tourner en rond pendant des semaines au large de la Galice. Les vivres s’épuisent et les premiers signes d’une épidémie apparaissent. A la mi-juillet, le Saint-Esprit est contraint, avec un autre vaisseau, d’évacuer à La Corogne un groupe de malades. Fin juillet, les escadres espagnoles sorties de La Corogne et de Cadix ont enfin terminée leur jonction avec les Français. 
Cette Armada de soixante-six vaisseaux et quatorze frégates commence alors sa remontée vers les côtes anglaises qu’elle n’atteint qu’à la mi-août en raison de la lenteur des vaisseaux espagnols et des vents contraires. Les vivres achèvent de s’épuiser car le convoi de ravitaillement ne parvient pas à rejoindre la flotte et l’épidémie de fièvre putride, de variole et de typhus frappe maintenant 8 000 hommes. Les rapports rendus par Ternay d’Arsac indiquent que le Saint-Esprit est très touché. La flotte anglaise de l’amiral Hardy n’a que quarante-trois vaisseaux à opposer aux soixante-six Franco-espagnols mais ces derniers ne sont pas en état ni de la rattraper ni de la combattre. Le 11 septembre, l’escadre, exténuée, rentre sur Brest après avoir tenu la mer 104 jours. D’Orvillier démissionne. Il est remplacé par Du Chaffault. L’idée est de repartir après avoir ravitaillé la flotte, mais un conseil de guerre franco-espagnol tenu le 3 octobre à Brest conclu à l’impossibilité de reprendre la mer, mettant ainsi un terme à cette campagne sans gloire pour le Saint-Esprit et tous les vaisseaux y ayant participé.

#### Dans les eaux antillaises et américaines

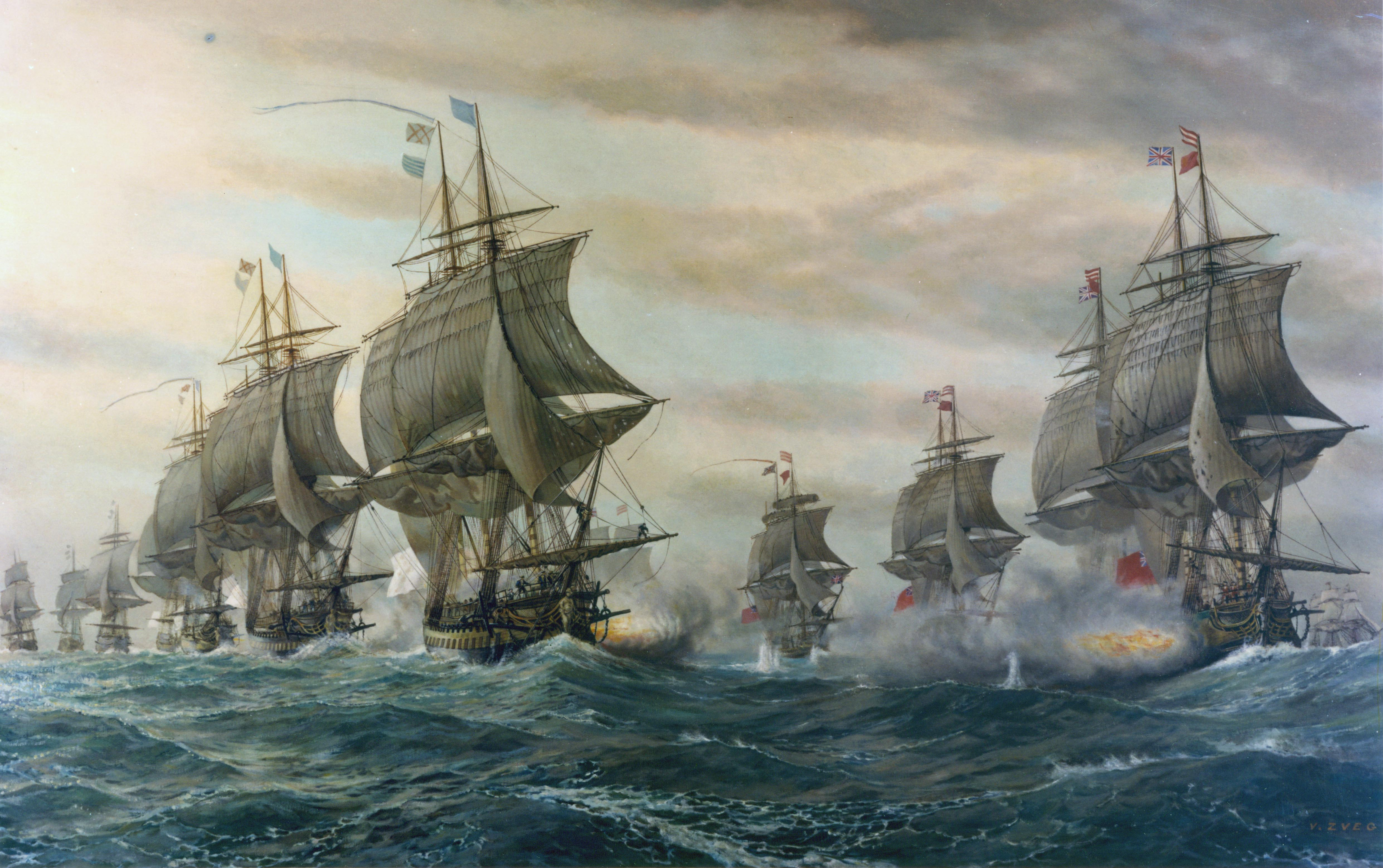
La bataille de la Chesapeake, le 5 septembre 1781. Le Saint-Esprit y est engagé sur l'avant-garde.

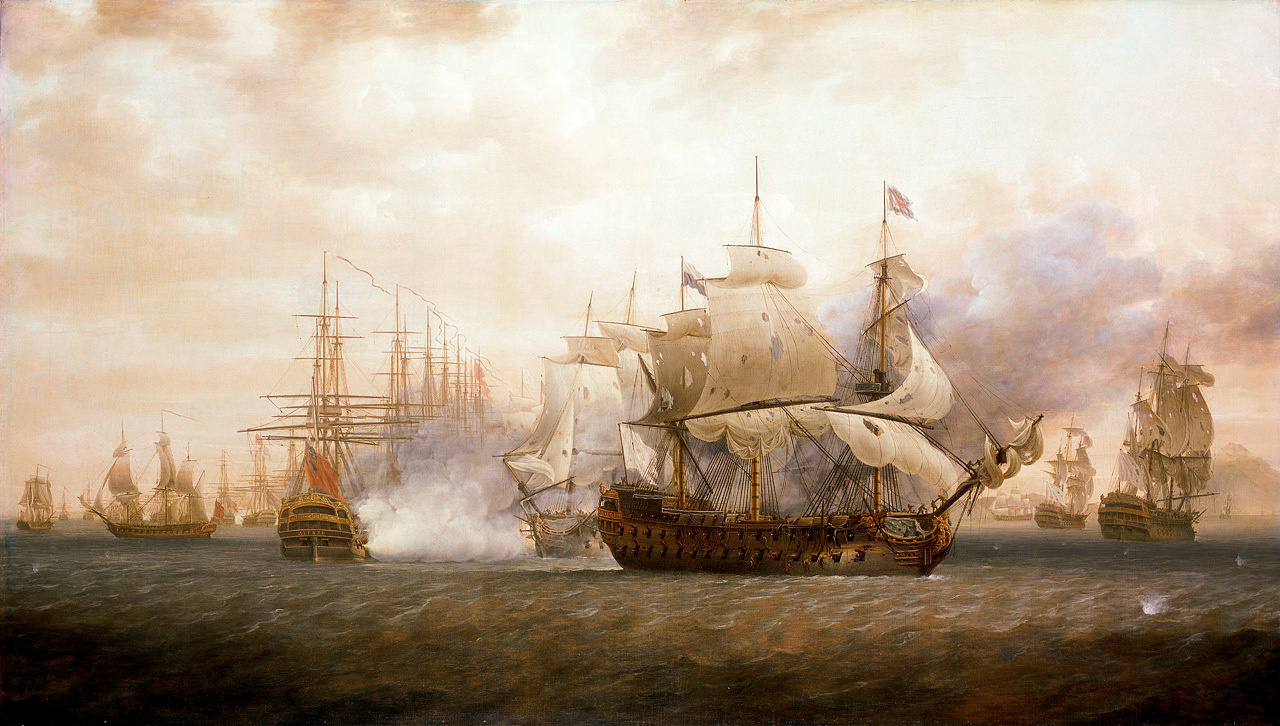
La bataille de Saint-Christophe, les 25 et 26 janvier 1782, dernier engagement du Saint-Esprit dans les eaux américaines. (Le vaisseau est visible au 1er plan).

En 1780, le Saint-Esprit n’est signalé dans les documents dans aucune opération ou escadre. En 1781, il passe sous le commandement de Chabert Cogolin et intègre la force du comte de Grasse (vingt vaisseaux, trois frégates) qui doit partir guerroyer aux Antilles. Il y tient l’escadre bleue, c'est-à-dire encore une fois l’arrière garde. L’armée navale appareille le 22 mars, escortant un convoi de cent-cinquante voiles chargées de marchandises, d’approvisionnements et de renforts pour les îles françaises. Le 28 avril, après une traversée très rapide grâce à des vents favorables, l’escadre arrive en vue de la Martinique. Elle y découvre l’île soumise au blocus des dix-huit vaisseaux de Samuel Hood. De Grasse le contraint à s’enfuir après plusieurs heures de canonnade et le poursuit sur trente lieues à l’ouest de Sainte-Lucie. 
Le blocus levé, le convoi entre dans Fort Royal (6 mai), puis l’escadre passe à l’offensive, de concert avec le gouverneur des îles, le marquis de Bouillé. Le coup de main sur Sainte-Lucie est un échec, mais l’île de Tobago est attaquée avec succès du 24 mai au 2 juin. Rodney, qui arrive avec vingt vaisseaux, n’ose pas engager le combat et se retire. L’escadre passe ensuite à Saint-Domingue en escortant des bâtiments de commerce. C’est la qu’elle reçoit, en juillet, la demande d’intervention sur les côtes américaines à laquelle De Grasse décide de répondre favorablement. Le 4 août, De Grasse appareille, puis passe par le vieux canal de Bahama pour tromper la surveillance anglaise et arrive dans la baie de la Chesapeake le 30 août où s’est retranchée une armée anglaise. Le 5 septembre, arrive une flotte anglaise de secours forte de vingt vaisseaux qui oblige De Grasse à livrer bataille le jour même. Le Saint-Esprit est engagé sur l’avant-garde, en sixième position sur la ligne, dans le combat victorieux de la Chesapeake qui décide du sort de la guerre. Chabert Cogolin, sur la dunette du vaisseau fait partie des blessés.
Dès le 4 novembre, le Saint-Esprit reprend la mer pour regagner les Antilles avec le reste de la flotte. Le 26 du même mois, il jette l’ancre à la Martinique. Le repos est de courte durée. Dès le 26 décembre 1781, le vaisseau appareille avec l’armée navale pour aller attaquer la Barbade, mais l’opération tourne court à cause des vents contraires. Le 3 janvier 1782, l’escadre est de retour. Elle reprend la mer dès le 5 janvier avec cette fois comme objectif de s’emparer de l’île de Saint-Christophe. Le 11, l’escadre est devant l’île. Le débarquement se fait sans encombre, mais arrivent les vaisseaux de Hood qui viennent secourir la place. Le 25, le Saint-Esprit, en dixième position sur la ligne, participe à la canonnade qui oppose les deux escadres devant l’île. Elle se poursuit le 26 lorsque De Grasse attaque Hood qui s’est embossé devant l’île pour secourir la garnison anglaise assiégée. L’île est finalement prise par les Français le 13 février. 
Après le succès de l’opération, les vaisseaux regagnent la Martinique. Le Saint-Esprit y reste stationné lorsque le 8 avril, l’armée navale appareille pour aller attaquer la Jamaïque en escortant un convoi de cent-cinquante voiles. Il n’est donc pas présent le 12 avril à la très difficile bataille des Saintes qui coûte à la flotte cinq vaisseaux dont le navire-amiral. Il ne sort de Fort Royal que le 19 avril pour rallier le Cap Français à Saint-Domingue où se reforme l’escadre après la bataille. Il y arrive le 17 mai. Le nouveau chef, Vaudreuil, ordonne alors à Chabert Cogolin, qui est chef d’escadre depuis janvier, d’escorter avec le Saint-Esprit et trois autres vaisseaux un convoi de cent-vingt voiles marchandes vers l’Europe, mission accomplie avec succès. La guerre est achevée pour le Saint-Esprit. Le vaisseau n’est pas présent dans les dernières grandes opérations militaires menées en Europe au large des côtes espagnoles (siège de Gibraltar, le 13 septembre et combat du cap Spartel, le 20 octobre).

### Guerre de la Révolution

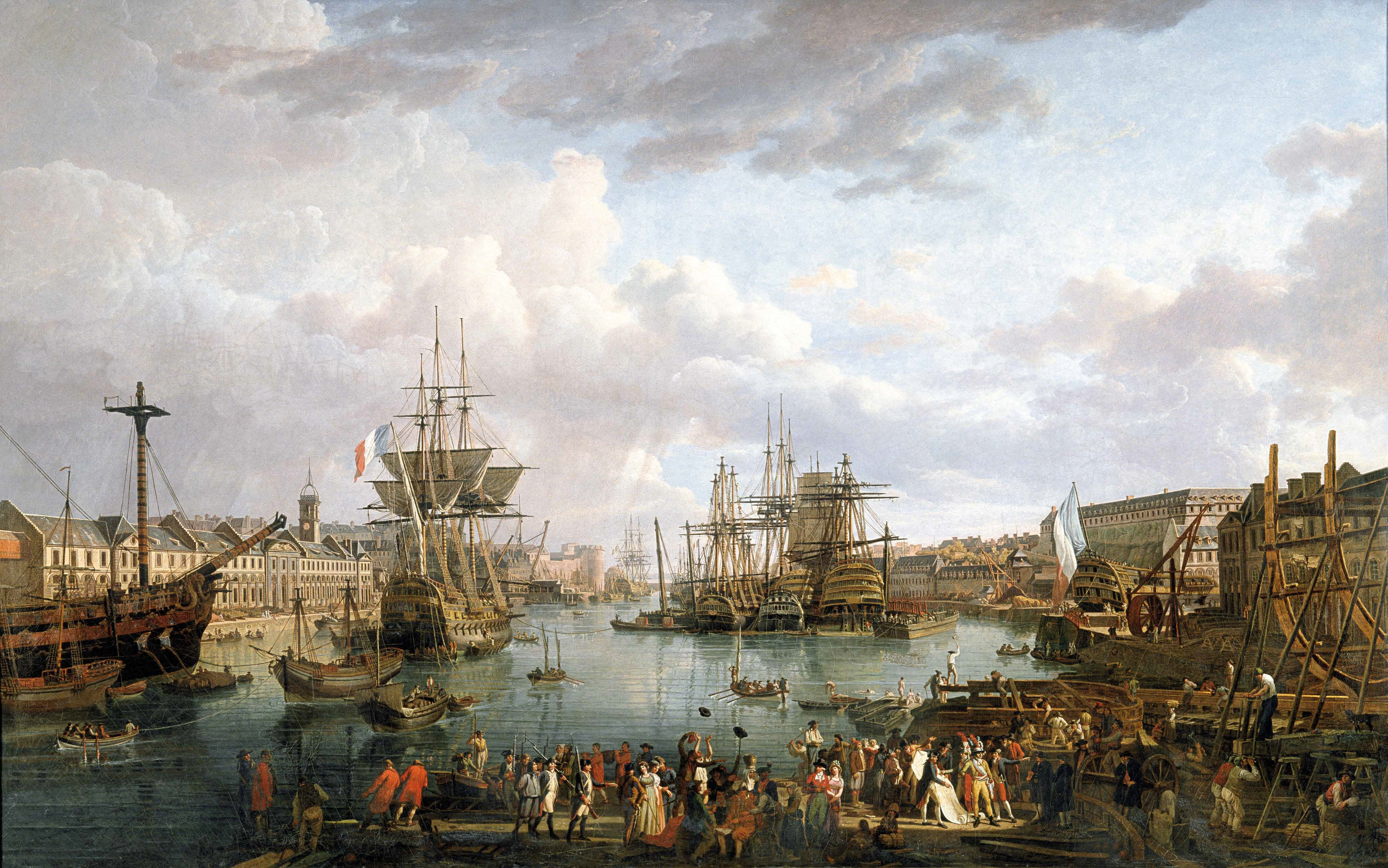
L’escadre de Brest sous pavillon tricolore pendant la Révolution. Le Saint-Esprit, débaptisé, devient le Scipion en 1794.

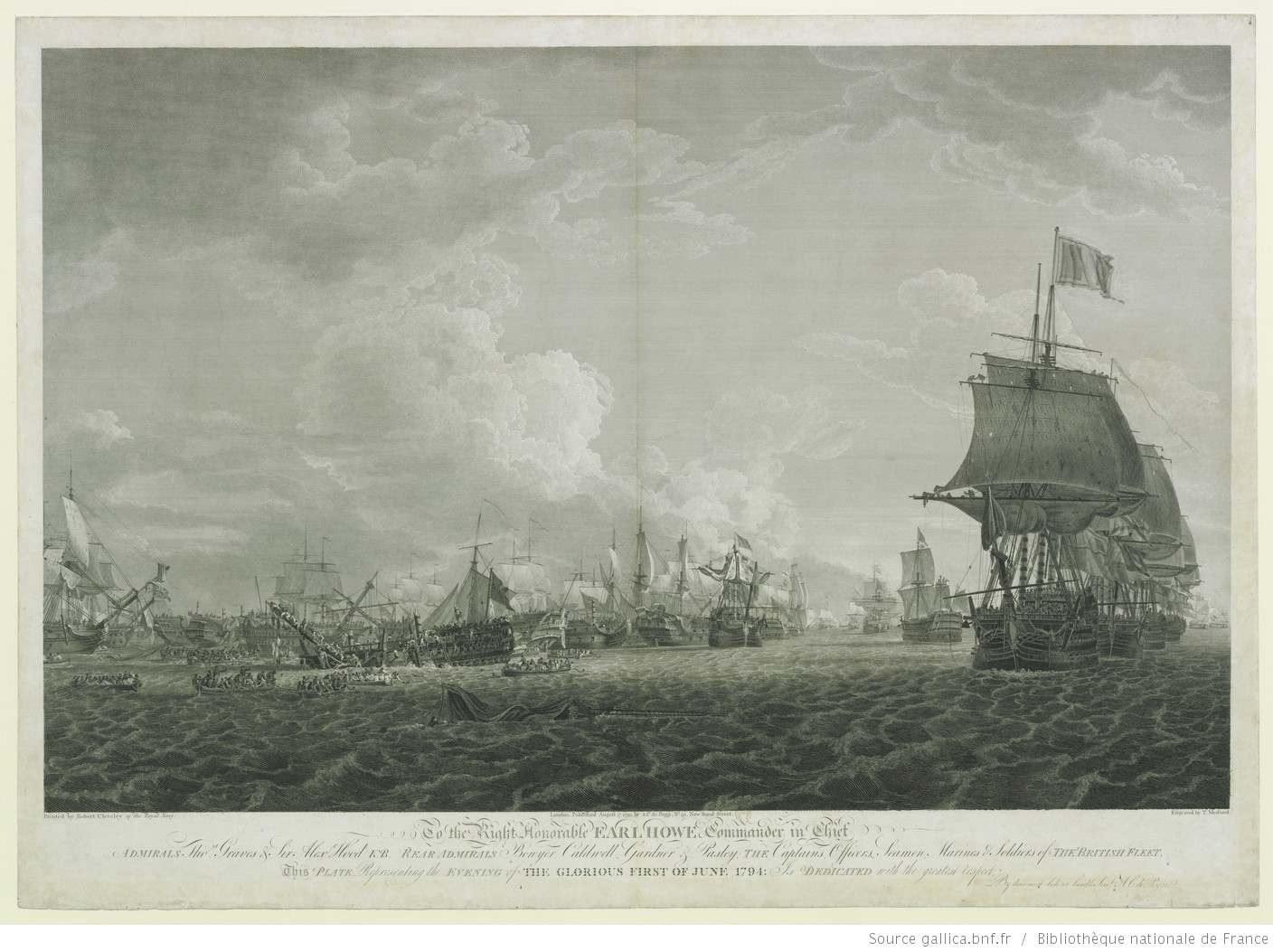
Le combat de Prairial le 1er juin 1794. Le Scipion y est gravement endommagé, mais échappe à la capture.

#### Le changement de nom et les combats de Prairial
Le Saint-Esprit stationne après la guerre à Brest, intégré en 1786 à la quatrième escadre. En 1792, la Révolution se radicalise avec la chute de Louis XVI et la guerre qui ligue presque toute l’Europe contre la France. Les vaisseaux qui portaient un nom rappelant les attributs de la Monarchie sont débaptisés. Avec le rejet par le Pape de la Constitution civile du clergé et la politique de déchristianisation menée en rétorsion par le gouvernement révolutionnaire, c’est aussi le cas pour tout ce qui rappelle le lien avec le catholicisme. En février 1794, le Saint-Esprit change de nom. Il est rebaptisé le Scipion, en l’honneur du général romain républicain vainqueur des Carthaginois en 202 avant J.-C. Ce changement permet aussi de relever le nom d’un vaisseau de 74 canons capturé l’année précédente par les Anglais au siège de Toulon. 
La guerre avec l’Angleterre est déclarée depuis février 1793, mais la mobilisation navale étant très lente à Brest à cause du manque de moyen et des troubles révolutionnaires, le vaisseau n’est pas engagé cette année-là. Tout change en 1794 lorsque le gouvernement révolutionnaire reprend la flotte en main et met sur pied une véritable armée navale qui sort de Brest le 16 mai sous les ordres de Villaret de Joyeuse . Elle compte vingt-six vaisseaux et a pour mission d’aller à la rencontre d’un lourd convoi de cent-vingt-sept voiles chargé de blé américain. Faiblement escorté, ce convoi est vital car la France est menacée par la famine mais il risque d’être intercepté par la flotte anglaise de Howe. 
Le 1er juin, à 740 km au large d’Ouessant, la bataille générale s’engage. Placé sous les ordres du capitaine Huguet, le Scipion est le dernier vaisseau sur la ligne française. Il commence à tirer peu avant 10 h 00 du matin. Il essuie la bordée en enfilade du HMS Glory qui coupe la ligne devant lui, mais d’autres réussissent aussi à passer sur son arrière. Le vaisseau, très sévèrement touché, perd son grand mât, puis, un quart d’heure après son mât d’artimon et finalement son mât de misaine. Le pont se retrouve couvert de débris de mâture, de voiles et de cordages, masquant les canons sous ces décombres. Cependant, la fumée qui enveloppe les deux armées lui laisse un temps de répit. Son capitaine en profite pour mâter un bout-dehors sur l’avant, et au moyen d’un foc et de deux bonnettes, il parvient à faire arriver le vaisseau par vent arrière pour rallier l’escadre qu’il aperçoit au vent. Cette route le fait passer près du Vengeur du Peuple. Ce vaisseau, accablé sous les coups, est en train de couler. Il demande au Scipion de le prendre en remorque, mais vu son état, c’est chose impossible et il est obligé de s’éloigner. Le Scipion essuie encore la bordée de trois vaisseaux anglais. Cependant, vers 19h00, il est pris en remorque par la frégate la Prospérine, ce qui lui évite très certainement la capture, contrairement à six autres vaisseaux dans le même état que lui. Une demi-heure après, il rallie l’armée navale qui rentre sur Brest après avoir sauvé le convoi.

#### La perte du navire en 1795

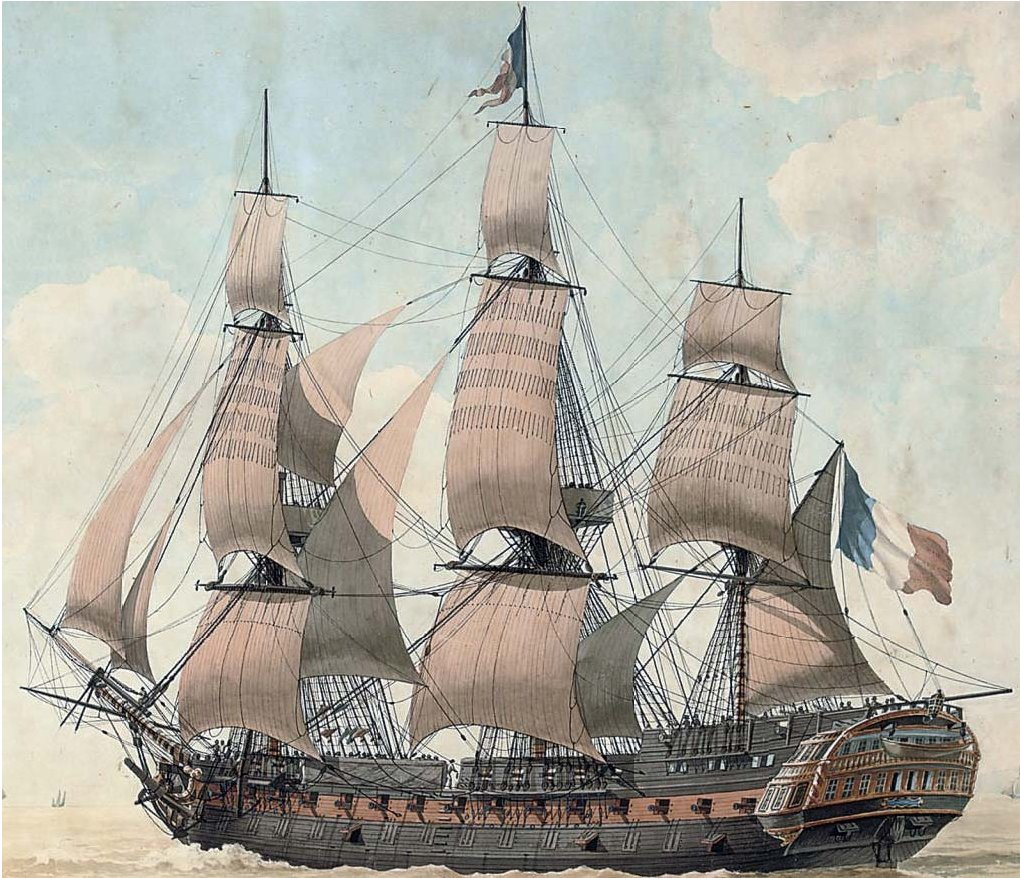
Le Trente-et-un Mai, vaisseau qui sauve les marins du Scipion au moment de son naufrage en 1795.

L’escadre du Ponant, qui doit réparer toutes ses avaries, reste au port jusqu’à la fin de l’année 1794. C’est alors que le gouvernement révolutionnaire décide de la faire sortir tout entière avec la triple mission de couvrir le départ d’une escadre de six vaisseaux qui doit aller renforcer Toulon et y apporter des approvisionnements, attaquer le commerce anglais dans l’Atlantique et interdire toute communication de l’ennemi avec les chouans révoltés. Malgré les avertissements de Villaret de Joyeuse sur l’état précaire de ses navires et la dangerosité qu’il y a à sortir en plein hiver, la mission est maintenue. Les trente-cinq vaisseaux de l’armée navale sortent le 24 décembre, mais un trois-ponts s’échoue au milieu du goulet de Brest, ce qui retarde le départ effectif au 30 décembre. Commence alors la campagne dite du « Grand hiver ». Elle est absolument calamiteuse pour la flotte qui erre dans les tempêtes au large de la Bretagne jusqu’au 3 février 1795. Quatre vaisseaux sont perdus dans les derniers jours de janvier : un à la côte et trois en haute mer. Parmi eux se trouve le trouve le Scipion.
Le navire, qui arrive à sa trentième année de service, aurait dû être désarmé après les combats de Prairial. Maintenu en activité, il se disloque peu à peu sous les coups de la houle et fait de plus en plus d’eau. Chaque jour, il se délie davantage par suite de la rupture des chevilles et des courbes. Le 25, les pompes ne parviennent plus à évacuer l’eau qui noie peu à peu les cales. Deux vaisseaux (le Trente-et-un Mai et le Montagnard) et une frégate (la Railleuse) reçoivent l’ordre de le surveiller. Le capitaine Huguet le fait cintrer avec un grelin mais l’opération ne donne aucun résultat. Huguet demande et obtient l’autorisation de rentrer sur Brest. Le Trente-et-un Mai l’accompagne. 
La route, presque par vent arrière et à sec de voiles dans le mauvais temps, fatigue beaucoup le Scipion. Les chevilles sortent et les écarts se désassemblent de tous côtés. Le vaisseau menaçant de s’ouvrir, Huguet fait jeter à la mer tout ce qui fatigue les hauts. Dans l’après-midi, le grand mât de hune s’abat et, en tombant, casse la grande vergue en deux. Un des morceaux de celle-ci s’enfonçant verticalement dans le pont, s’ajoute au désastre en faisant levier pour disjoindre le vaisseau. Des neuf pompes qui jouent constamment, deux sont brisées par cet accident. Conscient que le vaisseau est maintenant en perdition, Huguet demande vers 16h00 du secours au Trente-et-un-Mai. Le vent tombe heureusement pendant la nuit, ce qui permet de mettre à l’eau les petites embarcations et d’évacuer l’équipage, malgré une mer qui reste grosse. Dans la nuit du 26, vers 3h15 du matin, les derniers hommes quittent le bord pour monter sur le Trente-et-un Mai. Le Scipion disparait dans les flots peu après. Le Scipion est l’un des trente-trois vaisseaux de ligne perdu par la France entre 1792 et 1795 dans ce conflit très éprouvant pour la Marine et qui va durer encore des années.